# Kimbetohia
Genre
Taxons de rang inférieur
- K. campi Simpson, 1936
- K. mzaie Middleton et Dewar, 2004

Kimbetohia est un genre fossile de mammifères multituberculés, de la famille des Ptilodontidae (en). Il a vécu du Crétacé supérieur au Paléocène aux États-Unis. Kimbetohia était omnivore et arboricole.

## Taxonomie
Le genre Kimbetohia comprend deux espèces. L'espèce type, Kimbetohia campi, a été découverte dans les roches de la Formation de Kirtland au Nouveau-Mexique et la Formation de Lance au Wyoming, datant a fin du Crétacé (Maastrichtien, Lancien NALMA), ainsi que la Formation de Nacimiento, dans le bassin de San Juan, dans l'Utah, datant du Puercan du Paléocène,. Certains matériaux associés à cette espèce ont été désignés sous le nom de Clemensodon megaloba par D. W. Krause en 1992.
La seconde espèce, K. mzaie, n'est connue que dans des gisements de la Formation de Denver, dans le Colorado, datés du Puercan du Paléocène inférieur.